# David García (Leichtathlet)
David García Zurita (* 6. Juni 2005 in Alcorcón) ist ein spanischer Sprinter, der sich auf die 400-Meter-Distanz spezialisiert hat.

## Sportliche Laufbahn
Erste internationale Erfahrungen sammelte David García im Jahr 2022, als er bei den U18-Europameisterschaften in Jerusalem in 46,67 s die Goldmedaille über 400 Meter gewann. Anschließend verhalf er der spanischen 4-mal-400-Meter-Staffel bei den U20-Weltmeisterschaften in Cali zum Finaleinzug. Im Jahr darauf belegte er bei den Halleneuropameisterschaften in Istanbul mit der Staffel in 3:06,87 min den vierten Platz. Im Sommer belegte er bei den U20-Europameisterschaften in Jerusalem in 47,08 s den fünften Platz und auch mit der Staffel gelangte er mit 3:08,41 min auf Rang fünf. Bei den World Athletics Relays 2024 auf den Bahamas wurde er in 3:15,11 min Dritter im C-Lauf in der 2. Qualifikationsrunde der Mixed-Staffel für die Olympischen Spiele und verpasste somit eine Direktqualifikation. Im Juni belegte er mit der Männerstaffel bei den Europameisterschaften in Rom in 3:01,44 min den fünften Platz, ehe er bei den Olympischen Sommerspielen in Paris mit 3:01,60 min den Finaleinzug verpasste. Bei den World Athletics Relays 2025 sicherte er der Mixed-Staffel einen Startplatz für die Weltmeisterschaften in Tokio. Im Juli belegte er bei den U23-Europameisterschaften in Bergen in 45,43 s den vierten Platz über 400 Meter und siegte mit der Männerstaffel mit neuem U23-Europarekord von 3:02,02 min.

## Persönliche Bestleistungen
- 400 Meter: 45,43 s, 19. Juli 2025 in Bergen
  - 400 Meter (Halle): 46,65 s, 18. Februar 2023 in Madrid